# SüdWestStrom
Die Südwestdeutsche Stromhandels GmbH, kurz SüdWestStrom, ist ein Stadtwerke-Kooperationsunternehmen. 30 Stadtwerke aus Baden-Württemberg und Bayern gründeten im Jahr 1999 das Unternehmen. Im Zuge der Liberalisierung des Energiemarktes wollten sie sich durch den Zusammenschluss für den Wettbewerb rüsten. Inzwischen zählt die Südwestdeutsche Stromhandels GmbH 62 Gesellschafter bundesweit. Über 200 Energieversorger sind Gesellschafter bei einer der SüdWestStrom-Gesellschaften oder sind SüdWestStrom-Kunden.
Das Unternehmen bietet verschiedene Modelle der Strom- und Erdgasversorgung für Stadtwerke an. Die Angebote reichen von der Beschaffung über Portfoliomanagement bis hin zu Bilanzkreis- und Energiedatenmanagement.

## Dienstleistungen
Das Unternehmen erbringt Dienstleistungen vorwiegend für kommunale Energieversorger. Dazu gehören Portfoliomanagement, Bilanzkreis- und Energiedatenmanagement, intelligenten Messstellenbetrieb bis hin zu Quartierskonzepten. SüdWestStrom bietet Stadtwerken und Bürgergenossenschaften Beteiligungsmöglichkeiten an Kraftwerksprojekten, insbesondere im Bereich der Erneuerbaren Energien. Darüber hinaus entwickelt SüdWestStrom Konzepte für intelligente Netze, virtuelle Kraftwerke und Stromspeicher. Im November 2012 schloss SüdWestStrom zur Entwicklung und Realisierung von Geschäftsmodellen für dezentrale Mini-Blockheizkraftwerke eine Kooperation mit der heimkraft GmbH.

## Kraftwerksprojekte
Als Stadtwerke-Kooperationsunternehmen bietet das Unternehmen kommunalen Energieversorgungsunternehmen Beteiligungen an modernen Großkraftwerksprojekten. SüdWestStrom entwickelt eigene Kraftwerksprojekte und untersucht Beteiligungsmöglichkeiten für Stadtwerke an bestehenden beziehungsweise in Planung befindlichen Kraftwerken. Ziel ist es, Stadtwerke durch den Ausbau der Eigenerzeugungskapazitäten nachhaltig für den zunehmenden Wettbewerb auf dem liberalisierten Strommarkt zu stärken.

### Aktuelle Projekte
- Onshore-Windparks in Deutschland

### Aufgegebene Projekte
- SüdWestStrom Windpark GmbH & Co. KG: Beteiligungsgesellschaft für Stadtwerke mit dem Ziel, den Hochsee-Windpark „BARD Offshore 1“ zu kaufen. Der Kaufbeschluss wurde 2010 gefasst.[8] Beteiligt sind 65 Gesellschafter – vorwiegend Stadtwerke und unter anderem die Südwestdeutsche Stromhandels GmbH. Im November 2012 wurde die Aufgabe des Projektes und Auflösung der Beteiligungsgesellschaft bekanntgegeben.

- SüdWestStrom Kraftwerk GmbH & Co. KG: Beteiligungsgesellschaft für Stadtwerke mit dem Ziel, ein Kohlekraftwerk in Brunsbüttel zu bauen. Beteiligt sind 71 Gesellschafter – vorwiegend Stadtwerke und unter anderem die Südwestdeutsche Stromhandels GmbH. Geplant war der Neubau eines Steinkohlekraftwerks mit 2 × 900 MW Leistung in Brunsbüttel, direkt neben dem Kernkraftwerk Brunsbüttel.[9] Das Projekt wurde im Juni 2012 aufgegeben.[10]